# Ньютонский школьный округ
Ньютонский школьный округ (англ. Newton Public School District) — комплексный общественный государственный школьный округ, в котором обучаются учащиеся с дошкольного возраста по двенадцатый класс из Ньютона, расположенный в округе Сассекс (штат Нью-Джерси, США). Округ обслуживает учащихся старших классов из боро Андовер и тауншипов Андовер и Грин, которые посещают среднюю школу в рамках межшкольного обмена.
По состоянию на 2018-19 учебный год в округе, состоящем из трёх школ, обучалось 1546 учеников и работало 139,0 классных учителей (в пересчёте на полную ставку), то есть соотношение учеников и учителей составляло 11,1:1.
По классификации Департамента образования Нью-Джерси, округ входит в окружную факторную группу «CD», шестую по значимости из восьми групп. Окружные факторные группы объединяют округа по всему штату, чтобы обеспечить возможность сравнения по общим социально-экономическим характеристикам местных округов. От самого низкого социально-экономического статуса к самому высокому, категории: A, B, CD, DE, FG, GH, I и J. Несмотря на свою факторную группу, округ считается лучшим школьным округом в округе Сассекс и демонстрирует самые высокие результаты тестов в округе.

## Школы

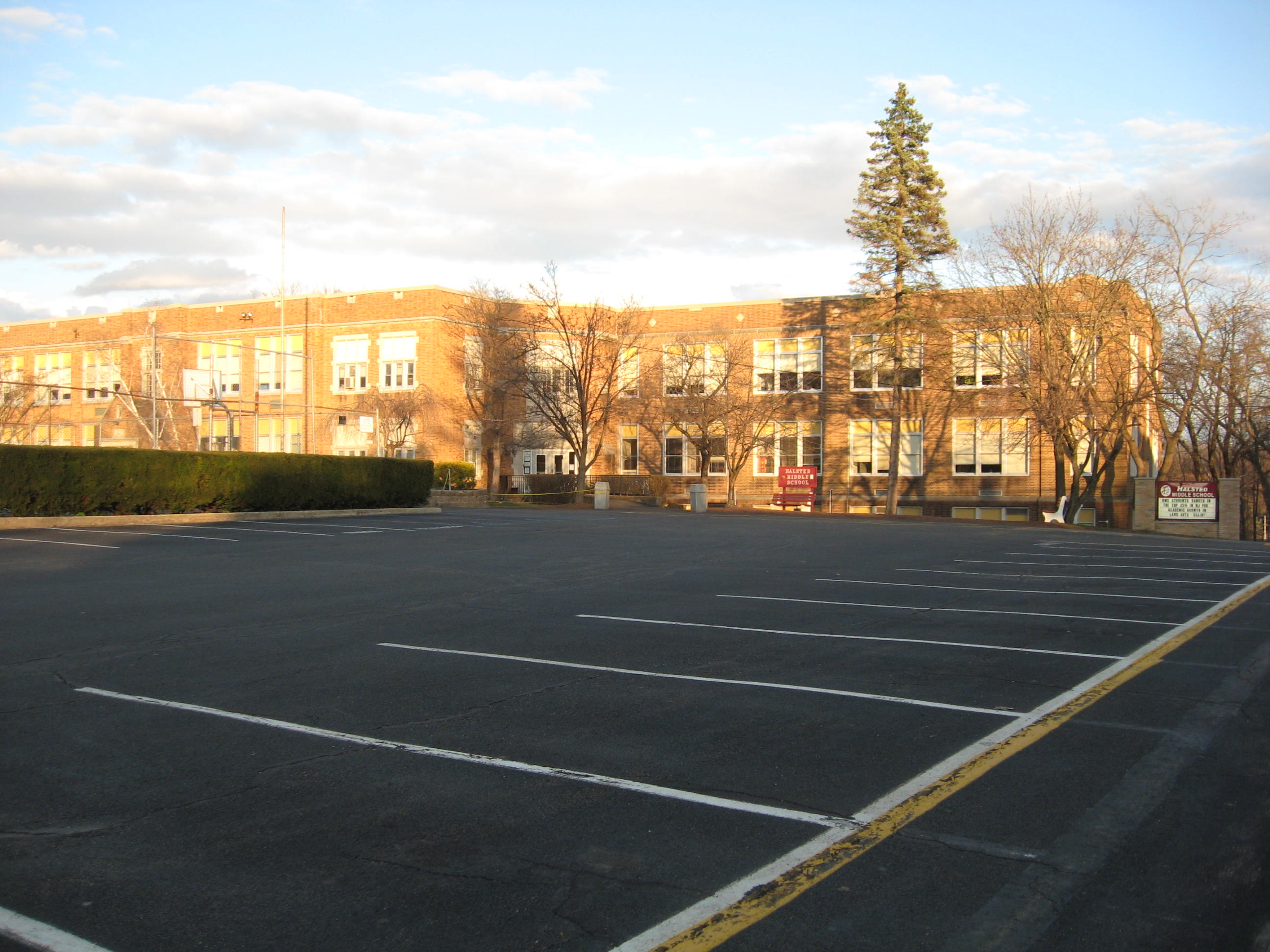
Средняя школа Халстед

Школы в округе (с данными о численности учащихся за 2018-19 гг. от Национального центра статистики образования):
| Тип школы         | Название                 | Классы | Руководство                                                                        | Количество учащихся |
| ----------------- | ------------------------ | ------ | ---------------------------------------------------------------------------------- | ------------------- |
| Начальная         | Школа Мерриам Авеню      | PreK—4 | Кевин Стэнтон, директор школы Меган Браккиофорте, специалист по борьбе с буллингом | 475                 |
| Средняя (младшая) | Средняя школа Халстед    | 5—8    | Саманта Кастро, директор школы Крис Бойл, специалист по борьбе с буллингом         | 345                 |
| Средняя (старшая) | Ньютонская средняя школа | 9—12   | Джефф Уолдрон, директор школы Лиза Бехтель, специалист по борьбе с буллингом       | 715                 |

## Администрация
Основными членами администрации округа являются:
- Г. Кеннеди Грин, суперинтендант;
- Джеймс Секельски, бизнес-администратор / секретарь совета директоров.

## Совет по образованию
Совет по образованию округа, состоящий из девяти членов, определяет политику и контролирует финансовую и образовательную деятельность округа. Члены совета избираются непосредственно избирателями на трёхлетний срок полномочий в шахматном порядке, причем три места выставляются на выборы каждый год (с 2012 года) в рамках всеобщих выборов в ноябре. Помимо девяти избранных членов, в совет входит один назначенный представитель от тауншипа Андовер и один от тауншипа Грин.

## Бюджет
| Индикатор | На учащегося                | Расходы округа | Ранг | K—12 среднее | %± относ. среднего |
| --------- | --------------------------- | -------------- | ---- | ------------ | ------------------ |
| 1A        | Общие расходы               | $18 922        | 31   | $18 891      | 0,2 %              |
| 1         | Бюджетные расходы           | 15 168         | 35   | 14 783       | 2,6 %              |
| 2         | Обучение в классе           | 8846           | 35   | 8763         | 0,9 %              |
| 6         | Вспомогательные услуги      | 2028           | 25   | 2392         | −15,2 %            |
| 8         | Административные расходы    | 1963           | 44   | 1485         | 32,2 %             |
| 10        | Эксплуатация и обслуживание | 1623           | 28   | 1783         | −9,0 %             |
| 13        | Внеклассные мероприятия     | 672            | 46   | 268          | 150,7 %            |
| 16        | Средняя зарплата учителей   | 64 651         | 35   | 64 043       |                    |

### Комментарии
1. ↑  Округа К—12 до 1800 учащихся. Самые низкие расходы — 1, самые высокие — 49.